# Hillary Saeger
Hillary Saeger (ur. 25 września 1984 r.) – amerykańska wioślarka.

## Osiągnięcia
- Mistrzostwa Świata – Poznań 2009 – czwórka podwójna wagi lekkiej – 3. miejsce[1].
- Mistrzostwa Świata – Bled 2011 – czwórka podwójna wagi lekkiej – 3. miejsce[1]